# Línea 13 del Metro de París
La línea 13 del metro de París es el resultado de la fusión entre la antigua línea B de la red de ferrocarril de la Compañía Nord-Sud y la antigua línea 14 de la CMP. Une, atravesando París, los municipios de Saint-Ouen, Saint-Denis, Clichy, Asnières-sur-Seine y Gennevilliers al norte con Malakoff, Châtillon y Montrouge al sur.
La línea, de 22,5 km de largo, transporta 110 millones de viajeros al año, unos 20.000 en hora punta. Esta demanda debería aumentar cuando se abran dos nuevas estaciones en el ramal de Asnières-sur-Seine.

## Historia

### Línea B de la CompañíaNord-Sudconvertida en línea 13
El 26 de febrero de 1911, la Compañía Nord-Sud abrió al público el primer tramo de su línea B entre Saint-Lazare y Porte de Saint-Ouen. Más tarde, el 20 de enero de 1912 se abrió el ramal entre La Fourche y Porte de Clichy. En la estación de La Fourche los trenes toman uno u otro camino de forma alternativa.
En 1930, la CMP compró la Compañía Nord-Sud, la línea B pasó a denominarse línea 13 y se incorporó a la red de metro.
El 30 de junio de 1952, el ramal de Saint-Ouen llega hasta la estación de Carrefour Pleyel en Saint-Denis, una ampliación de 3 km .

### La antigua línea 14
El 21 de enero de 1937, se abrió la línea 14 entre las estaciones de Bienvenüe y Porte de Vanves, que se amplió hasta Duroc unos meses más tarde, el 27 de julio, al mismo tiempo que el tramo Invalides - Duroc hasta entonces de la línea 10 se incorpora a esta línea. Así queda la línea 14 Invalides <> Duroc.
En 1942, se construyó un largo pasillo de correspondencia entre las estaciones de Montparnasse (4 y 12) y Bienvenüe (6 y 14) fusionando ambas convirtiéndose en Montparnasse-Bienvenüe.

### La fusión
En los años 70, se materializó la decisión de unir las líneas 13 y 14. Las obras, que requerían construir un túnel bajo el Sena, acabaron en 1976.
Un debate agitó a la RATP para decidir si la línea quedaría como 13 o 14 dada la connotación supersticiosa del número 13. Al final se mantuvo el 13 porque llevaba muchos años llamándose así sin protesta alguna. Así el número 14 se le asignó unos años después al proyecto de la línea Meteor.
Así, desde el 9 de noviembre de 1976 quedaron unidas las antiguas líneas 13 y 14.

### Línea actual
Desde de 1976 la línea ha sufrido más prolongaciones:
- 26 de mayo de 1976: ampliación Carrefour Pleyel > Basilique de Saint-Denis Hôtel de Ville.
- 9 de noviembre de 1976: ampliación Porte de Vanves > Châtillon-Montrouge.
- 9 de mayo de 1980: ampliación Porte de Clichy > Gabriel Péri-Asnières-Gennevilliers.
- 25 de mayo de 1998: ampliación Basilique de Saint-Denis Hôtel de Ville > Saint Denis-Université.
- 14 de junio de 2008: ampliación Gabriel Péri > Asnières-Gennevilliers Les Courtilles.

## Proyectos

### Mejoras técnicas
Para facilitar las condiciones de explotación de la línea y de reducir la sobrecarga de viajeros se han puesto en marcha varios proyectos:
- Mediados de 2008: Autoshunt de trenes en Châtillon-Montrouge para que puedan salir con mayor frecuencia.
- 2008: instalación de mamparas bajas con puertas de cristal en 10 estaciones de la línea (las más saturadas), permitiendo la limitación de caídas o incursiones en las vías para aumentar la velocidad media de forma que los trenes puedan entrar a mayor velocidad en la estación sin riesgo de atropellos o de aspirar a viajeros muy próximos al borde del andén. Tras un ensayo llevado a cabo en 2006, las mamparas se colocarán a más tardar en 2008 en los andenes de las estaciones más saturadas. La RATP ha contratado a la empresa KABA para instalar estas mamparas en toda la línea 1 de cara a su automatización (hacia 2010) y la línea 13 podría ser la siguiente.
- 2011: Adopción del sistema OURAGAN (implantación de ATO y ATP) que permitiría, junto con la colocación de mamparas con puertas en el tramo central disminuir el intervalo de seguridad entre trenes a 90 s (en 2006 era de 105-140 s) y mejorar las condiciones de viaje. Este sistema estaba previsto inicialmente para 2007 pero se ha retrasado por problemas de seguridad.

### Ampliaciones

#### RamalAsnières
Tras concluir las obras de ampliación hasta Les Courtilles y abrirse el tramo al público el 14 de junio de 2008 se ampliará la línea con unas nuevas estaciones, Port de Gennevilliers y Bezons - Grand Cerf.

#### RamalSaint-Denis
La ampliación de la línea hasta Stains - La Cerisaie, estación de la futura línea Tangencial Norte, está prevista en la fase 2 (2013-2020) del anteproyecto de infraestructuras regional de noviembre de 2006. No se podrá realizar hasta que se arregle el problema de saturación de la línea.

### Desdoblamiento de la línea
Dada la sobrecarga de la línea, especialmente entre Saint-Lazare y Saint-Denis, la RATP ha empezado diversos estudios de viabilidad para desdoblar la línea a partir de la estación de Saint-Lazare, ya sea prolongando la línea 14 de conducción automática hacia Gennevilliers o Saint-Denis o creando una línea menor denominada 13bis de Saint-Lazare a Gennevilliers o Saint-Denis de aquí a 2015. El anteproyecto de infraestructuras de la región (SDRIF) de noviembre de 2006 prevé la cesión del ramal Saint-Denis en fase 2 (2020-2030) excavando un segundo túnel entre Saint-Lazare y La Fourche.
El 28 de marzo de 2007, el consejo del STIF votó la licitación de estudios para el desdoblamiento de la línea 13 para poder someterlos al dictamen de la Comisión Nacional del debate público, condición necesaria para que salga adelante el proyecto en 2008.
Según un artículo publicado en el diario Le Parisien, las hipótesis serían:
- Nuevo túnel entre La Fourche y Saint-Lazare, Auber o Havre-Caumartin, que se convertirían en terminales de uno de los ramales de la línea 13. Es una obra compleja y de gran coste sobre todo bajo la Plaza Clichy que alcanzaría los 700 millones de euros.
- Desviación del ramal Asnières a partir de la estación de Brochant hacia Villiers y les Batignoles, antes de llegar a su nueva estación término, Saint-Lazare.
- Ampliación de la línea 4 hasta Mairie de Saint-Ouen (previsto en el anteproyecto de infraestructuras de la región) o la estación de Saint-Ouen de la línea RER C. Esta prolongación costaría entre 180 y 400 millones de euros y permitiría descargar significativamente el ramal Saint-Denis mallando mejor la red de metro.

## Material móvil
- 1952: sustitución de las unidades Sprague de la línea 13 por trenes articulados
- 1976: sustitución de los trenes articulados por MF67 de la antigua línea 14 al fusionarse ambas
- 1978: la línea recibe las nuevas unidades MF77 cuya renovación interior comenzó en 2003

## Trazado y estaciones

### Lista de estaciones
De norte a sur:
|  |   |   |   |  | estaciones                   | municipio                                                 | correspondencia                                          |
|  | - | - | - |  | ---------------------------- | --------------------------------------------------------- | -------------------------------------------------------- |
|  | o |   |   |  | Argenteuil                   | Argenteuil                                                |                                                          |
|  | o |   |   |  | Port de Gennevilliers        | Asnières-sur-Seine, Gennevilliers                         |                                                          |
|  | o |   |   |  | Les Courtilles               | Asnières-sur-Seine, Gennevilliers                         |                                                          |
|  | o |   |   |  | Les Agnettes                 | Asnières-sur-Seine, Gennevilliers                         | (proyecto)                                               |
|  | o |   |   |  | Gabriel Péri                 | Asnières-sur-Seine, Gennevilliers                         |                                                          |
|  | o |   |   |  | Mairie de Clichy             | Clichy                                                    |                                                          |
|  | o |   |   |  | Porte de Clichy              | XVII Distrito                                             |                                                          |
|  | o |   |   |  | Brochant                     | XVII Distrito                                             |                                                          |
|  |   |   | o |  | Saint-Denis - Université     | Saint-Denis                                               |                                                          |
|  |   |   | o |  | Basilique de Saint-Denis     | Saint-Denis                                               |                                                          |
|  |   |   | o |  | Saint-Denis - Porte de Paris | Saint-Denis                                               |                                                          |
|  |   |   | o |  | Carrefour Pleyel             | Saint-Denis                                               |                                                          |
|  |   |   | o |  | Mairie de Saint-Ouen         | Saint-Ouen                                                |                                                          |
|  |   |   | o |  | Garibaldi                    | Saint-Ouen                                                |                                                          |
|  |   |   | o |  | Porte de Saint-Ouen          | XVII Distrito, XVIII Distrito                             |                                                          |
|  |   |   | o |  | Guy Môquet                   | XVII Distrito, XVIII Distrito                             |                                                          |
|  |   | o |   |  | La Fourche                   | XVII Distrito, XVIII Distrito                             |                                                          |
|  |   | o |   |  | Place de Clichy              | VIII Distrito, IX Distrito, XVII Distrito, XVIII Distrito |                                                          |
|  |   | o |   |  | Liège                        | VIII Distrito                                             |                                                          |
|  |   | o |   |  | Saint-Lazare                 | VIII Distrito, IX Distrito                                | Normandia Intercités Normandia                           |
|  |   | o |   |  | Miromesnil                   | VIII Distrito                                             |                                                          |
|  |   | o |   |  | Champs-Élysées - Clemenceau  | VIII Distrito                                             |                                                          |
|  |   | o |   |  | Invalides                    | VII Distrito                                              |                                                          |
|  |   | o |   |  | Varenne                      | VII Distrito                                              |                                                          |
|  |   | o |   |  | Saint-François-Xavier        | VII Distrito                                              |                                                          |
|  |   | o |   |  | Duroc                        | VI Distrito, VII Distrito, XV Distrito                    |                                                          |
|  |   | o |   |  | Montparnasse - Bienvenüe     | VI Distrito, XIV Distrito, XV Distrito                    | Centro-Valle de Loira Normandia Intercités Normandia TGV |
|  |   | o |   |  | Gaîté                        | XIV Distrito                                              |                                                          |
|  |   | o |   |  | Pernety                      | XIV Distrito                                              |                                                          |
|  |   | o |   |  | Plaisance                    | XIV Distrito                                              |                                                          |
|  |   | o |   |  | Porte de Vanves              | XIV Distrito                                              |                                                          |
|  |   | o |   |  | Malakoff - Plateau de Vanves | Malakoff, Vanves                                          |                                                          |
|  |   | o |   |  | Malakoff - Rue Étienne Dolet | Malakoff                                                  |                                                          |
|  |   | o |   |  | Châtillon - Montrouge        | Châtillon, Montrouge                                      |                                                          |

### Particularidades
- La historia de la línea tan compleja ha dado estilos arquitectónicos diferentes e lo largo de la línea 13.
  - Estilo Nord-Sud en las estaciones antiguas.
  - Estilo más moderno en las estaciones de enlace entre las antiguas líneas 13 y 14: Miromesnil y Champs Elysées-Clemenceau Grand Palais.
  - Los ramales suburbanos retoman el estilo clásico de la mayoría de las estaciones de Metro construidas por la RATP.
  - Basilique de Saint-Denis Hôtel de Ville y Saint Denis-Université tienen una arquitectura característica.
  - Las estaciones de la zona sur están construidas en superficie elevadas.
- Hay dos estaciones especialmente originales dentro del estilo del Metro de París:
  - La Fourche: es una estación de dos pisos para permitir la separación y unión de los dos ramales norte de la línea. La estación superior, con doble vía, recibe los tenes que se dirigen hacia los dos ramales norte, cuya bifurcación está a la salida de la estación. La estación inferior, de vía única, recibe los trenes procedentes de Gabriel Péri-Asnières-Gennevilliers y Saint-Denis-Université. Las vías se unen a la entrada de Place de Clichy tras aproximarse dentro de un ancho túnel de tres vías desniveladas.
  - Liège: no tiene los andenes enfrentados por la estrechez de la Calle Ámsterdam bajo la cual se encuentra la estación. En la época en que se construyó no se había desarrollado la tecnología que permitiese construir estaciones bajo los inmuebles. En cada sentido los trenes paran en la primera semiestación.
- Varias estaciones han cambiado de nombre a lo largo de la historia de la línea:
  - Saint-Denis - Basilique - Hôtel de Ville > Basilique de Saint-Denis Hôtel de Ville (1998)
  - Marcadet > Marcadet-Balagny (1912) > Guy Môquet (1946)
  - Berlin > Liège (1914)
  - Champs Elysées-Clemenceau > Champs Elysées-Clemenceau Grand Palais (2006)
  - Bienvenüe > Montparnasse - Bienvenüe (1942)
- La línea posee indicadores SIEL que informan del tiempo de espera para los próximos trenes y su destino en el caso particular de esta línea con dos ramales al norte.

### Cocheras y talleres
El material móvil de esta línea se mantiene y guarda en las cocheras de Châtillon-Bagneux, cerca de las cocheras de SNCF, pero no tienen enlace con el ferrocarril nacional. Enlazan con las vías de la línea en la estación de Châtillon-Montrouge. Existe una cochera auxiliar subterránea en Pleyel.
Antes de existir estas cocheras las líneas 13 y 14 (antigua) no tenían cocheras propias. Los trenes de la línea 13 iban a las cocheras de Vaugirard por la línea 12 enlazando en Saint-Lazare usando la vía encajonada en la estación de Trinité d'Estienne d'Orves y los trenes de la línea 14 antigua iban a las cocheras de Grenelle por los túneles de enlace con la línea 8 en Invalides.

### Enlaces
Desde su origen como línea de la Compañía Nord-Sud, la línea no tiene más que tres enlaces:
- Con la línea 12: a la salida de la estación Saint-Lazare en talón en la vía dirección norte, enlace de doble vía, y entre Montparnasse - Bienvenüe y Duroc, en talón en la vía dirección norte.
- Con la línea 8: entre Invalides y Varenne, en ambas vías.
- En Duroc subsiste el túnel de enlace de la época en que la línea 10 acababa en Invalides. Este túnel ya no tiene vías.

## Interés turístico
Las estaciones de La Fourche y Liège merecen una visita por su peculiar arquitectura. La última está decorada con imágenes de la ciudad homónima.
La línea 13 da servicio a dos estaciones de ferrocarril importantes de París:
- Saint-Lazare: trenes con destino Normandía. Otras correspondencias con otras líneas de metro.
- Montparnasse: trenes con destino sur y suroeste de Francia y cabecera de la LGV Atlántica. La estación de metro Montparnasse-Bienvenüe dispone de un pasillo rodante a 9 km/h instalado en 2002 en el largo pasillo de correspondencia.

La línea atraviesa igualmente zonas turísticas:
- Saint-Denis y su basílica, primera catedral de estilo gótico donde cada primavera se organizan los conciertos del Festival de Saint-Denis.
- Saint-Denis Université. Se trata de Paris 8; una universidad mítica de Paris que fue fundada en los años 50. Se puede entrar libremente.
- Saint-Denis Porte de Paris es donde se encuentra el Stade de France.
- Saint-Ouen y su mercadillo ambulante y anticuarios.
- Pendientes occidentales de Montmartre: Cementerio de Montmartre, Pigalle.
- Parte baja de los Campos Elíseos a la altura del Grand Palais y Petit Palais.
- Edificio Invalides y sus museos.
- Torre Montparnasse, el rascacielos más alto de París.
- Mercadillo ambulante dominical de la Puerta de Vanves.
- El terminal norte del ramal Saint-Denis aumentará su interés turístico pronto con el proyecto de construcción del Centro de Archivos Nacionales en Pierrefitte-sur-Seine, al lado de la estación y de la Universidad París VIII.

- Datos: Q50759
- Multimedia: Paris Métro Line 13 / Q50759